# Katastrofa górnicza w Bochum (1912)
Katastrofa górnicza w Bochum – wydarzyła się 7 sierpnia 1912 w kopalni węgla kamiennego „Lothringen” w Bochum, w Niemczech.

## Historia

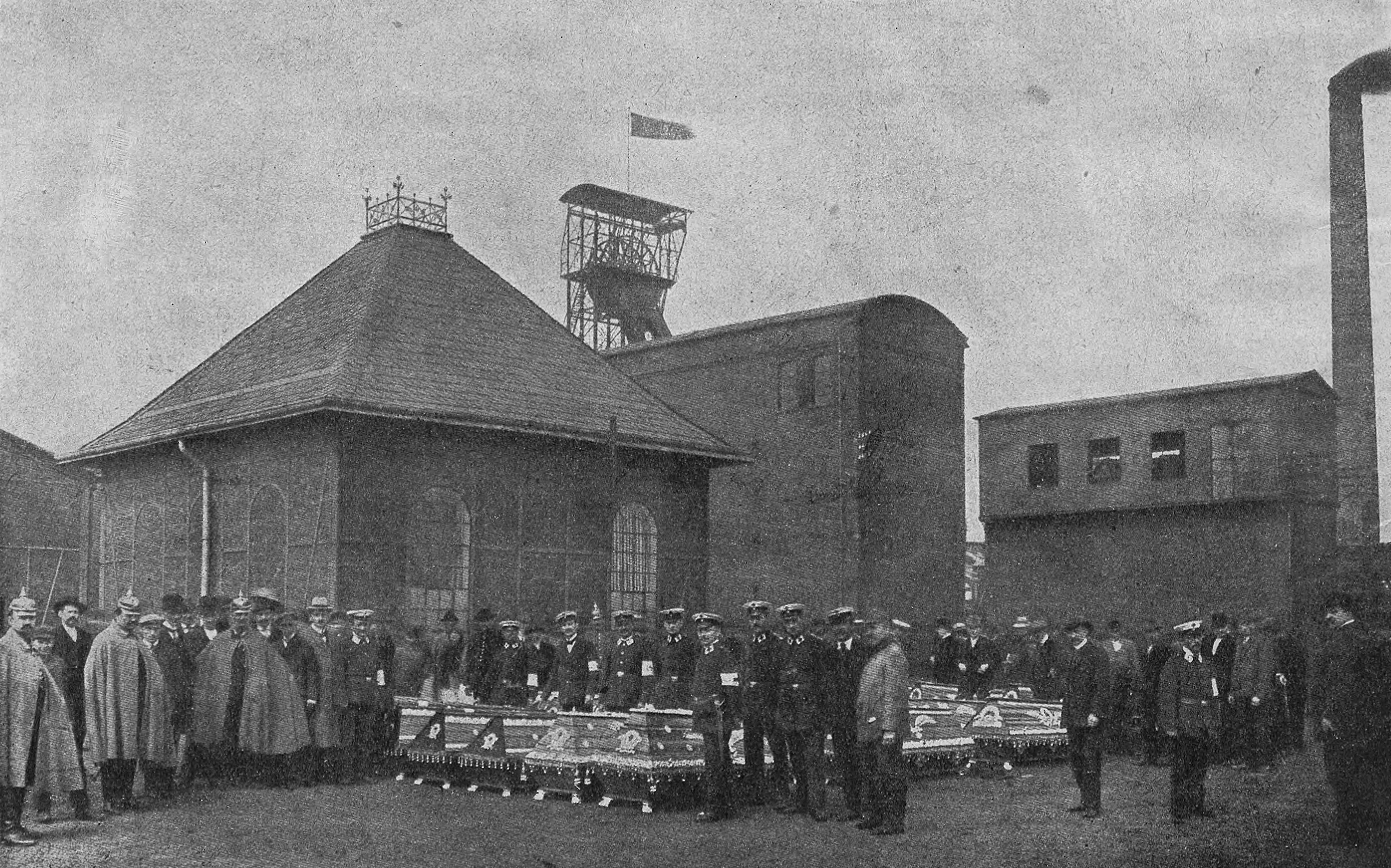
Pogrzeb ofiar katastrofy

Katastrofę wywołały wybuchy gazów na czwartym zagłębiu, oddalonym o około 2 km od wylotu szybu. Eksplozja spowodowała zawalenie się drugiego zagłębia, co utrudniło dotarcie do poszkodowanych. Śmierć ofiar wywołały trujące gazy, dym i pożar.
Według danych tuż po wypadku, w zdarzeniu zginęło 113 osób, w tym 51 pracowników polskich. Zbiorowy pogrzeb ofiar odbył się w Gerthe. Uczestniczyło w nim około 50 tys. żałobników. Przewodniczył mu biskup Schultz, a asystowało także wielu księży polskich. Trumny ułożone według wyznań spoczęły w jednej wspólnej mogile.